# 여몽
여몽(呂蒙, 178년 ~ 219년)은 중국 후한 말 손권 휘하의 장군으로 자는 자명(子明)이며 예주 여남군 부피현(富陂縣) 사람이다. 바닥에서부터 치고 올라온 무인이었는데 손권의 권유로 시작한 공부가 일취월장해서 노숙이 놀랐다는 괄목상대라는 고사와 관우가 지키던 형주를 손에 넣은 것으로 유명하다.

## 생애
어릴 적에 남쪽으로 내려와 손책 휘하에 있던 매형 등당을 의지하였다. 열대여섯 살 때 산월을 치러가는 등당을 몰래 따라갔다. 등당이 뒤늦게 발견하여 크게 꾸짖었음에도 멈추지 않았다. 돌아오니 어머니가 벌을 주려 하기에 “가난하고 천하면 살기 어렵고 공을 세우면 부귀영화를 누릴 수 있습니다. 호랑이 굴에 들어가지 않고 어떻게 그 새끼를 잡을 수 있겠습니까?”라고 포부를 밝혔다. 이를 전해 들은 등당 휘하의 관리가 여몽은 어릴 뿐이라며 “그 풋내기가 무얼 한다고… 이는 호랑이에게 먹이나 던져주는 꼴이다.”라고 비웃었다. 다른 날 아예 면상에서까지 모욕하는 것에 화가 나 그를 죽이고 도피했다가 교위(校尉) 원웅(袁雄)에게 자수하였다. 이를 전해 들은 손책이 여몽을 불러 보고는 기이하게 여겨 좌우에 두었다.
여러 해가 지나 등당이 죽자 장소의 추거로 별부사마(別部司馬)를 이어 받았다. 200년(건안 5년) 손책의 뒤를 이은 손권이 군대를 통폐합하려 하였다. 여몽은 넌지시 외상을 그어 병사들에게 진홍색 옷을 입혔다. 사열하는 날 화려하면서도 질서 정연하게 움직이니 손권이 매우 기뻐하며 병사를 늘려주었다. 이후 단양(丹楊, 丹陽) 토벌에 종군하여 공을 세우고 평북도위(平北都尉)와 광덕현장(廣德―)을 겸하였다.

### 거꾸로 장강을 거슬러
208년 강하태수 황조를 정벌할 때도 참전했다. 진취가 수군을 이끌고 맞서오자 선두에서 돌격하여 직접 베었다. 이에 손권군이 승세를 타고 진격하여 성을 점령하였다. 손권이 이 승리는 진취를 먼저 잡은 덕분이라며 횡야중랑장(橫野中郞將)과 천만 전을 주었다.
주유와 정보를 따라 오림(烏林)에서 조조를 격멸하고 조인이 있는 남군을 포위하였다. 주유가 앞서 감녕으로 하여금 이릉(夷陵)을 점거하게 하자 조인도 병력 일부를 떼어 감녕을 공격했다. 감녕이 구원을 청했지만 장수들은 병력을 나누기에는 부족하다며 난색을 표하였다. 이와 달리 여몽은 “능통이라면 능히 10일은 버틴다고 장담합니다. 그 사이에 우리가 감녕을 구하러 가면 됩니다. 따로 300명은 나무를 잘라 퇴로까지 막아놓으면 적들은 패주할 때 말을 버릴 수밖에 없어 그 말들마저 노획이 가능합니다.”라고 진언하였다. 주유가 이를 채택하였다. 이릉에 다다른 날 바로 교전하여 절반 이상을 죽였다. 적들은 밤을 타 달아났고 주유군은 내버린 말 300필을 챙겼다. 209년 사기가 치솟은 주유군은 장강을 건너 조인을 격퇴하고 남군에 깃발을 꽂았다. 돌아와 편장군에 심양현령(尋陽―, 지금의 후베이성 황메이 현)을 겸하였다.

### 오하아몽이 괄목상대하다
210년 주유 사후 그 뒤를 이은 노숙이 육구(陸口)로 가던 길에 혹자가 이르기를, ‘여몽의 공명이 나날이 높아져 예전같이 대해서는 안 된다’며 꼭 들렀다 가라 하므로 그렇게 하였다. 한창 술로 달리는데 문득 여몽이 “군께서는 중임을 맡아 관우와 접하는데 미연의 사태를 방비할 어떤 계책을 세우셨습니까?”라고 물었다. 노숙이 황망히 “그때그때 적절히 대응할 것이오.”라고 답하자 “지금 유비와 동오가 한 집안이라 하더라도 관우는 실로 곰과 호랑이 같은 자이니 미리 대비하지 않을 수 있겠습니까?”라며 몇 가지 방책을 제시하였다. 노숙이 자리에서 일어나 여몽의 등을 두드리며 “경의 재략이 이 정도까지 오른지 몰랐소.”라 말하였다.  여몽의 어머니에게도 절하며 여몽과 친구가 되었다.
이전에 손권은 여몽과 장흠이 요직을 담당하는 만큼 학문도 닦기를 바랐었다. 여몽은 소싯적에 경전을 익히지 않아 매양 글보다는 말로 대신하던 터였다. 손권의 권유와 훈계에 마음을 고쳐먹고 학업에 정진하여 그 경지가 옛 학자들을 뛰어넘었다. 노숙이 여몽에게 “단지 무용만 있는 줄 알았는데 이제 와 보니 참으로 박학다식하오. 예전의 그 동오의 아몽이 아니구려.”라고 하자 “선비란 사흘만 떨어져도 눈을 비비며 다시 대해야 합니다.”라고 답하였다. 여기서 학식이나 업적이 크게 진보한 것을 뜻하는 괄목상대(刮目相對)와 진보가 없는 사람을 의미하는 오하아몽(吳下阿蒙)이란 한자성어가 생겼다.

### 조조군과의 격전
기춘(蘄春)의 전농(典農) 사기(謝奇)가 환현(皖縣, 지금의 안후이성 첸산 현) 일대에 머물며 수차례 변경을 침입하였다. 말로는 안 되길래 틈을 노려 축출하였다. 그 부하 손자재(孫子才), 송호(宋豪) 등은 노약자들을 데리고 투항해왔다. 212년 조조가 남하한다는 소식에 손권에게 여러 기책을 헌책하고 유수구(濡須口)를 방어할 유수오도 건축하였다. 장수들이 ‘뭍에 올라 적을 습격하고 잽싸게 배로 돌아오면 그만인데 오(塢)가 무슨 소용이냐’고 의문을 제기하였다. 이에 “싸움이란 날카로울 때가 있으면 무딜 때도 있듯이 항상 이길 수는 없는 법입니다. 만에 하나 물로 돌아올 겨를도 없이 적들의 보병과 기병이 닥쳐온다면 어떻게 배에 오를 수 있겠습니까?”라 답하였다. 213년 조조는 어떻게 해보지 못하고 물러났다.
214년 조조 휘하의 여강태수 주광(朱光)이 환을 중심으로 대규모의 논을 개간하고 장강 이남의 파양적들과 통하였다. 환의 토질은 기름지기 때문에 한 번 수확할 때마다 그만큼 병력도 많이 지탱할 수 있어 그대로 몇 년이 지나면 매우 강력해질 것이었다. 여몽은 이를 조기에 제거해야 한다고 주장했고 손권도 이를 받아들여 장수들과 작전을 수립했다.
토산을 쌓고 공성 병기도 동원하자는 누군가의 제안에 그러면 시간이 너무 소요돼서 환성은 방비가 강화되고 적의 원군도 오는 데다 물마저 말라버려 함락은커녕 돌아오기도 어렵다며 반대하였다. 오히려 아직 수비가 견고하지 않은 때에 전군이 사방에서 몰아치면 금방 무너트리고 물길로 귀환 가능하다고 주장하였다. 덧붙여 감녕을 승성독(升城督)으로 추천하여 선봉에 세우고자 하였다. 손권이 그대로 실행하였다. 새벽을 기해 총공세를 펼쳐 여몽이 손수 북을 치며 독려하니 사졸들도 분전하여 아침 무렵 성을 정복하였다. 합비의 장료는 이제 협석(夾石)에 닿았던 터라 되돌아갈 수밖에 없었다. 이 공으로 여강태수와 많은 상을 받고 다시 심양으로 왔다. 이후 많은 장수들이 어찌 하지 못하던 여릉(廬陵)의 도적들도 진압하여 수괴만 베고 나머지는 석방하였다.

### 영릉태수 학보를 낚다
그동안 유비는 유장을 굴복시켜 익주를 차지했는데도 형주를 내어주지 않았다. 215년 분개한 손권이 여몽에게 선우단(鮮于丹), 서충(徐忠), 손규(孫規)와 2만 명을 붙여주고 장사, 영릉, 계양 세 군을 취하게 했다. 노숙은 1만 명을 이끌고 파구(巴丘)로, 손권은 육구로 나아갔다. 장사와 계양은 여몽의 편지에 바로 항복했으나 영릉태수 학보만은 항전 태세를 갖추었다. 그 시각 유비도 5만 명을 동원하여 공안(公安)으로 진군하고 관우는 세 군을 향해 남하하고 있었다. 손권은 노숙을 익양(益陽)으로 보내 관우를 저지하고 여몽에게도 영릉은 포기하고 급히 노숙과 합류하라는 명령을 내렸다. 여몽은 회군하기 전에 영현(酃縣)에서 데려왔었던 학보 친구 등현지(鄧玄之)를 이용해 학보에게 낚시를 해보기로 마음먹었다. 그날 밤 북상하라는 명령을 숨긴 채 영릉 공성전에 대한 작전 회의를 하며 등현지에게 거짓말을 하였다.
“학보는 충의를 행하고 싶어하지만 지금은 때가 좋지 않습니다. 유비는 한중에서 하후연에게 포위당했고, 관우는 남군에서 우리 주군과 싸우고 있습니다. 영현을 구하려던 움직임은 손규에게 박살났습니다. 저들조차 극도로 위태로운데 영릉을 신경쓸 여력이나 있겠습니까? 우리 군은 정예인 데다 사기도 높고 후속병은 끊이지가 않습니다. 학보는 목숨이 경각에 달렸는데 가망 없는 구원을 기다리고 있습니다. 만약 학보가 영릉의 사람들을 일치단결시켜 고립무원의 성을 지켜낼 수 있다면 그래도 됩니다. 그러나 제가 보건대 금세 무너질 것이 뻔하고 그러면 자신은 물론 그 노모까지 죽을 테니 어찌 애석하지 않겠습니까? 이게 다 외부 사정을 못 들었기 때문입니다. 군께서 그를 만나 잘 설명해주셨으면 합니다.”
과연 학보는 낚시에 걸려들어 성문을 열고 등현지를 따라나와 항복하였다. 여몽이 그 손을 잡아 환영하고는 실제 명령서를 보여 주며 박장대소하였다. 학보는 속았다는 부끄러움에 땅속으로 숨고 싶었다. 후속 조치를 취하고 곧바로 익양으로 올라갔다. 익양에서의 대치는 조조가 한중으로 내려오면서 종료되었다. 익주를 잃을까 염려한 유비가 손권에게 화의를 청했고 결국 장사군과 영릉군의 중앙을 흐르는 상수를 경계로 그 동쪽은 손권이, 서쪽은 유비가 영유하기로 합의하였다. 여몽은 심양현과 양신현(陽新縣)을 봉읍(奉邑)으로 받았다.

### 관우의 형주를 노리다
8월(음력) 손권이 합비로 쳐들어갔다가 철수하는 것을 수행하였다. 여태 최후미에 남아있던 손권에게 엄습해온 장료를 능통, 감녕 등과 함께 필사적으로 막았다. 217년 조조가 또 유수구를 넘봤다. 전에 축성한 유수오에 강노 10,000장을 배치하여 대항하고 그 선봉을 무찔렀다. 전후 좌호군(左護軍), 호위장군(虎威將軍)에 임명되었다.
노숙이 죽자 그 군대 1만여, 한창태수(漢昌―), 식읍 하전(下雋)·유양(劉陽)·한창·주릉(州陵) 4현을 물려받고 육구에 주둔하였다. 노숙은 조조가 존재하는 한 관우와 협력해야 한다고 했었다. 반면에 여몽은 관우가 효웅으로 오나라를 합칠 마음이 있는 데다 장강 상류까지 점유하고 있어 관계가 오래갈 수 없다고 여겼다. 은밀히 계책을 올리기를 “정로장군(征虜―) 손교 가 남군을, 반장이 백제성을, 여몽이 양양을 틀어쥐고 장흠이 유격병 만 명으로 장강을 순행하며 상황에 따라 대처한다면 조조가 무슨 걱정이고 관우가 무슨 필요겠습니까? 게다가 관우는 자꾸 말을 바꿔 마음 놓고 믿을 수가 없습니다. 지금 도모하지 않으면 하루아침에 일이 틀어질 수도 있습니다.”라고 하였다. 서주에 대해서는 일단 공략할 수 있겠지만 뻥뻥 뚫린 육로로 기병들이 내달리는 터라 칠팔만 명을 쏟아부어 고수해도 근심만 될 뿐이라고 보았다. 손권도 형주를 확보하기로 결심하였다.

### 관우의 노략질이 빌미가 되다
겉으로는 관우와의 우호 관계를 더욱 증진하였다. 219년(건안 24년) 관우가 공안과 강릉(江陵, 지금의 후베이성 징저우 구)에 병력을 남겨두고 위의 번성(樊城)으로 북진하였다. 여몽이 “관우가 번성을 공격하면서도 수비병을 많이 남겨놓은 것은 제가 그 뒤를 덮칠까 우려했기 때문입니다. 저는 항상 병에 시달리므로 그 요양을 핑계 삼아 건업으로 귀환한다면 관우도 수비병을 거두어 몽땅 양양에 투입할 것입니다. 그 틈에 우리가 밤낮으로 질주하면 텅 빈 남군과 관우까지도 손에 넣을 수 있습니다.”라 상소를 올리고 위독한 척 연기하였다. 손권이 여몽을 중앙으로 소환하고 몰래 형주를 칠 계획을 짰다.
과연 관우가 안심하고 번성에 총력을 기울였다. 더욱이 강릉에서 우금 등 포로 3만 명의 식량이 부족하다며 손권이 소유한 상관(湘關, 영릉군 소재)의 쌀을 노략질했다. 여몽이 이를 빌미로 즉시 출격하였다. 그동안 명분이 없어서 관우를 직접 공략하지 못했던 여몽이었으나, 관우의 노략질로 인해 여몽은 관우를 공략할 명분이 생겼다. 심양에서 상선으로 위장한 배에 정예병들을 태워 쉬지 않고 재빠르게 나아가 강변의 관우군 초병들을 포박하였다. 이 과정에서 관우가 다시 노략질을 하기 위해 설치한 관측소를 모두 철거했다. 공안의 사인, 강릉의 미방도 항복시켰다. 미방은 진작에 손권군과 내통하고 있었고, 관우는 남군이 순식간에 넘어가는 것을 알지 못했다.

### 형주 평정, 그 미완성의 꿈
관우군의 가속들을 예로써 대하고 군기를 확립하여 인가에 해를 끼치지 않았다. 여남군 출신 부하가 삿갓 하나를 취했는데 동향 사람이라도 봐줄 수 없다며 참하고 눈물을 흘리기도 하였다. 군사들은 길에 떨어진 것도 줍지 않았다. 아침저녁으로 노인들에게 부족한 것은 없는지 위문하고, 병자에게는 의약품을, 춥고 배고픈 자에게는 옷과 양식을 베풀었다. 뒤늦게 관우가 내려오면서 수차 탐문을 벌였다. 관우의 장병들은 가족이 무탈함을 넘어 평시보다도 대우가 좋다는 소식에 투지가 없어졌다.
손권도 강릉에 이르렀으며 육손은 의도군을 접수하였다. 사면초가에 빠진 관우는 맥성(麥城)을 버리고 십여 기만을 거느린 채 탈출을 시도했으나 주연과 반장이 퇴로를 끊어놓았다. 12월(음력) 마침내 관우와 관평 부자는 임저현(臨沮縣) 장향(漳鄕)에서 반장의 사마 마충에게 포획되어 죽고 관우가 통치하던 땅은 오나라로 넘어왔다. 손권으로부터 성대한 대접을 받아 남군태수에 잔릉후(孱陵侯), 1억 전, 황금 500근 등 어마어마한 상을 받았다. 돈과 금은 한사코 사양했지만 허락되지 않았다.
채 봉작이 완료되기도 전에 병이 들었다. 손권은 여몽을 공안의 내전에 들여 만방으로 치료책을 찾고 성공하는 자에게는 천금을 주겠다 했다. 또 안색은 자꾸 확인하고 싶고 여몽이 힘들게 몸을 일으키는 것은 싫어서 벽에 구멍을 뚫어 살펴보았다. 조금이라도 음식을 들면 기뻐서 웃으며 말하고 그러지 못하면 한숨을 내뱉으며 잠을 이루지 못했다. 잠깐 차도가 있어 사면령을 내리기도 했지만 이내 위중해져 향년 42세로 사망하였다. 도사들이 별 아래서 드린 기도는 아무 소용이 없었으며 양양은 여전히 조조의 수중에 있었다. 손권의 슬픔은 이루 형용할 수 없었다.

## 평가
손권은 항상 찬탄하기를, “여몽과 장흠처럼 나이를 먹고도 수양을 해 발전하는 것은 아마 그 누구도 따라가지 못할 것이다. 부귀를 누리며 명성을 떨쳤으면서도 마음을 고쳐먹고 학문에도 뜻을 두어 여러 서적을 탐독하였다. 재물을 가벼이 여기고 의를 숭상하여 가히 타인의 모범으로서 나라의 뛰어난 선비가 되었으니 이 얼마나 훌륭하지 아니한가!”라고 하였다. 진수는 용맹하면서도 지략에 능하였으니, 무장으로써 여몽만한 인물은 없었다고 평하였다.
배잠론(裴潛論)에서는 손권이 여몽(呂蒙)을 주유(周瑜) 다음으로 인정을 했다고 말했다. 여몽에게는 지략과 용병술이 있어 상대를 하기 어려우며 천하의 용장(宂將) 관우(關羽) 역시 여몽에게는 패하였다고 평했다.

## 삼국지연의
사서가 아닌 소설 《삼국지연의》에서는 10월 14일에 관우를 쓰러뜨리고, 12월 17일에 관우의 망령이 나타나 여몽의 멱살을 잡으며 “내가 누구인지 알겠느냐”고 말한 뒤 “나는 관우다”라고 외치자, 온몸의 구멍이란 구멍에서 모두 피를 뿜는 것으로 그렸다.
삼국지연의에는 정사 여몽전이 단 한 글자도 반영되지 않았다.

## 가계
- 장남 : 여종(呂琮) - 여패의 형으로 여패가 죽자 그 뒤를 이었다.
- 아들 : 여패(呂霸) - 아버지의 작위를 이었다.
- 아들 : 여목(呂睦) - 여종의 동생으로 여종이 죽고 그 뒤를 이었다.

## 같이 보기
- 삼국지 인물 목록

## 참고 문헌
- 《삼국지》54권 오서 제9 여몽
- 《삼국지》47권 오서 제2 오주 손권